# جيم دالي
جيم دالي (بالإنجليزية: Jim Daly)‏ هو ممثل أسترالي، ولد في 1934.

## وصلات خارجية
- جيم دالي على موقع IMDb (الإنجليزية)
- جيم دالي على موقع قاعدة بيانات الفيلم (الإنجليزية)